# Trimucrodon
Trimucrodon cuneatus is een plantenetende ornithischische dinosauriër die tijdens het vroege Krijt leefde in het gebied van het huidige Portugal.
In het midden van de jaren zestig voerde zoöloog Georg Krusat opgravingen uit bij Porto Dinheiro, Lourinha, in lagen van de Camadas de Alcobaça-formatie die indertijd werden gedateerd als het late Jura, het Kimmeridgien, maar waarvan later werd vastgesteld dat ze uit het vroege Krijt stammen, het Berriasien, ongeveer 145 miljoen jaar oud. Onder de vondsten bevond zich een tandje dat Krusat eerst aanzag voor dat van een zoogdier. Richard Thullborn herkende het echter als dat van een dinosauriër. In 1975 benoemde hij het als de typesoort Trimucrodon cuneatus. De geslachtsnaam is afgeleid van het Latijnse tri, prefix "drie" en mucro, "dolkpunt" en het Klassiek Griekse ὀδών, odoon, "tand". De soortaanduiding betekent "wigvormig" in het Latijn. Omdat het artikel van Thulborn al in 1973 geaccepteerd was, wordt ook dat jaartal wel aangegeven.
De tand maakt deel uit van de verzameling van de Lehrstuhl fur Paläontologie, Freie Universität te Berlijn maar heeft daar geen gepubliceerd inventarisnummer. Later zijn nog enkele andere tanden aan de soort toegewezen. De tanden hebben drie punten, zijn vrij plat zonder secundaire richels of verdere opvallende karteling en hebben een vrij bolle tandwortel.
Trimucrodon was vermoedelijk een kleine tweevoetige planteneter. Thulborn wees hem toe aan de Fabrosauridae en José Ignacio Ruiz-Omeñaca bevestigde dat in 2001 door de soort binnen de moderne terminologie bij de Heterodontosauridae onder te brengen. Latere onderzoekers echter zien de vorm niet als zo basaal en plaatsen hem als een algemene Euornithopoda incertae sedis. Meestal wordt de soort ook gezien als een nomen dubium.